# Minuartia hirsuta
Minuartia hirsuta là loài thực vật có hoa thuộc họ Cẩm chướng. Loài này được (M.Bieb.) Hand.-Mazz. mô tả khoa học đầu tiên năm 1909.